# Ема Бантон
Ема Ли Бантон (енгл. Emma Lee Bunton) енглеска је певачица. Прославила се 1996. године као Бејби Спајс (енгл. Baby Spice) у групи Спајс герлс. Група се распала 2000. године, а онда се поново састала 2007. ради заједничке турнеје. За то време, Ема је објавила 4 албума, који су били релативно успешни. У августу 2007. године, Ема је родила сина, коме је дала име Бо (француски: Лепотан).